# Roques Blanques (Bellver de Cerdanya)
El Roques Blanques és una muntanya de 1.967 metres que es troba al municipi de Bellver de Cerdanya, a la comarca de la Baixa Cerdanya.